# Långsjötjärnarna
Långsjötjärnarna är en sjö i Sollefteå kommun i Ångermanland och ingår i Ångermanälvens huvudavrinningsområde. Sjön har en area på 0,186 kvadratkilometer och ligger 320,1 meter över havet.

## Delavrinningsområde
Långsjötjärnarna ingår i det delavrinningsområde (698450-155985) som SMHI kallar för Utloppet av Långsjön. Medelhöjden är 340 meter över havet och ytan är 7,29 kvadratkilometer. Räknas de 2 avrinningsområdena uppströms in blir den ackumulerade arean 41,4 kvadratkilometer. Malmån (Långsån) som avvattnar avrinningsområdet har biflödesordning 4, vilket innebär att vattnet flödar genom totalt 4 vattendrag innan det når havet efter 104 kilometer. Avrinningsområdet består mestadels av skog (75 procent). Avrinningsområdet har 1,23 kvadratkilometer vattenytor vilket ger det en sjöprocent på 16,9 procent.